# 50. rovnoběžka severní šířky

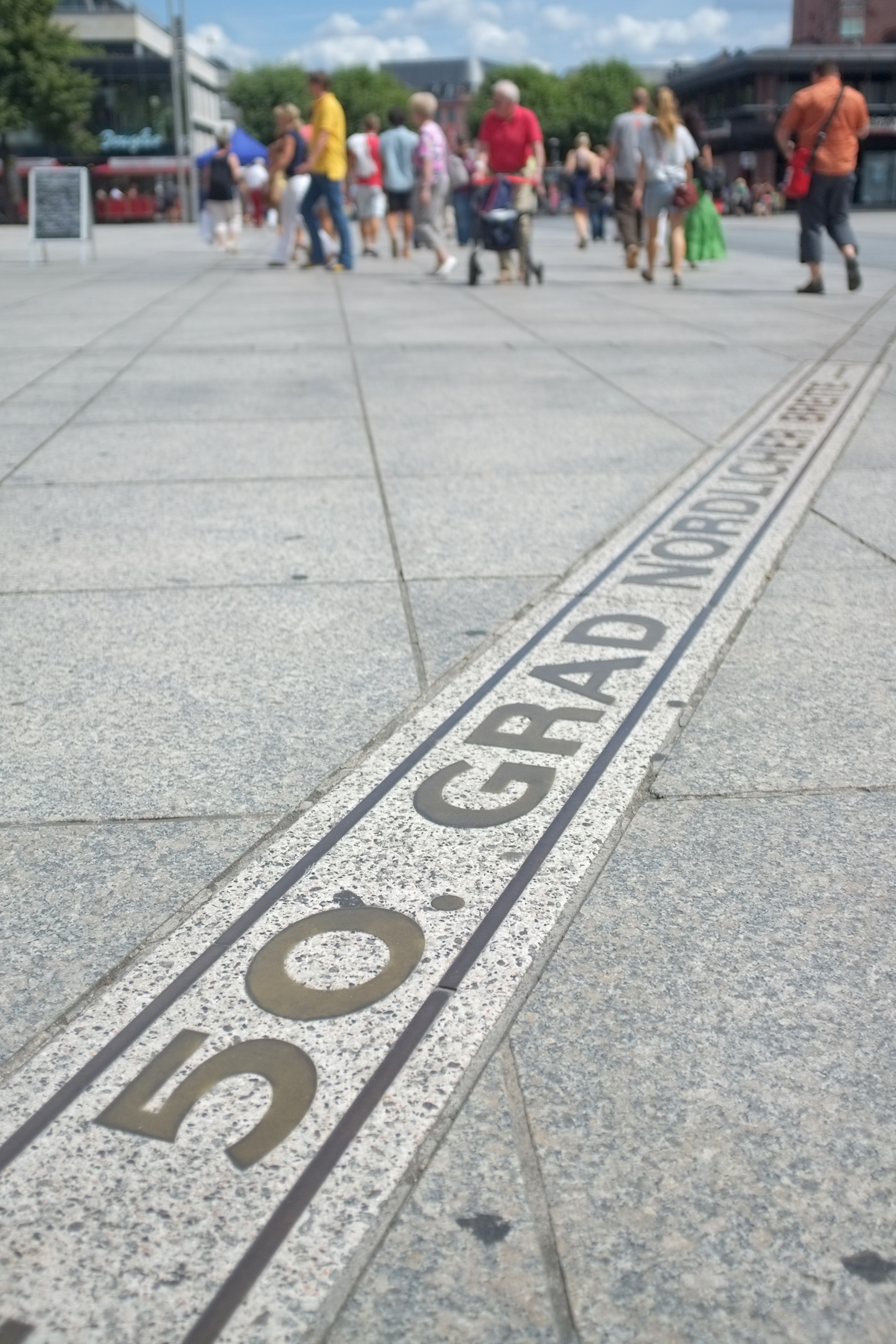
50. rovnoběžka v Mohuči

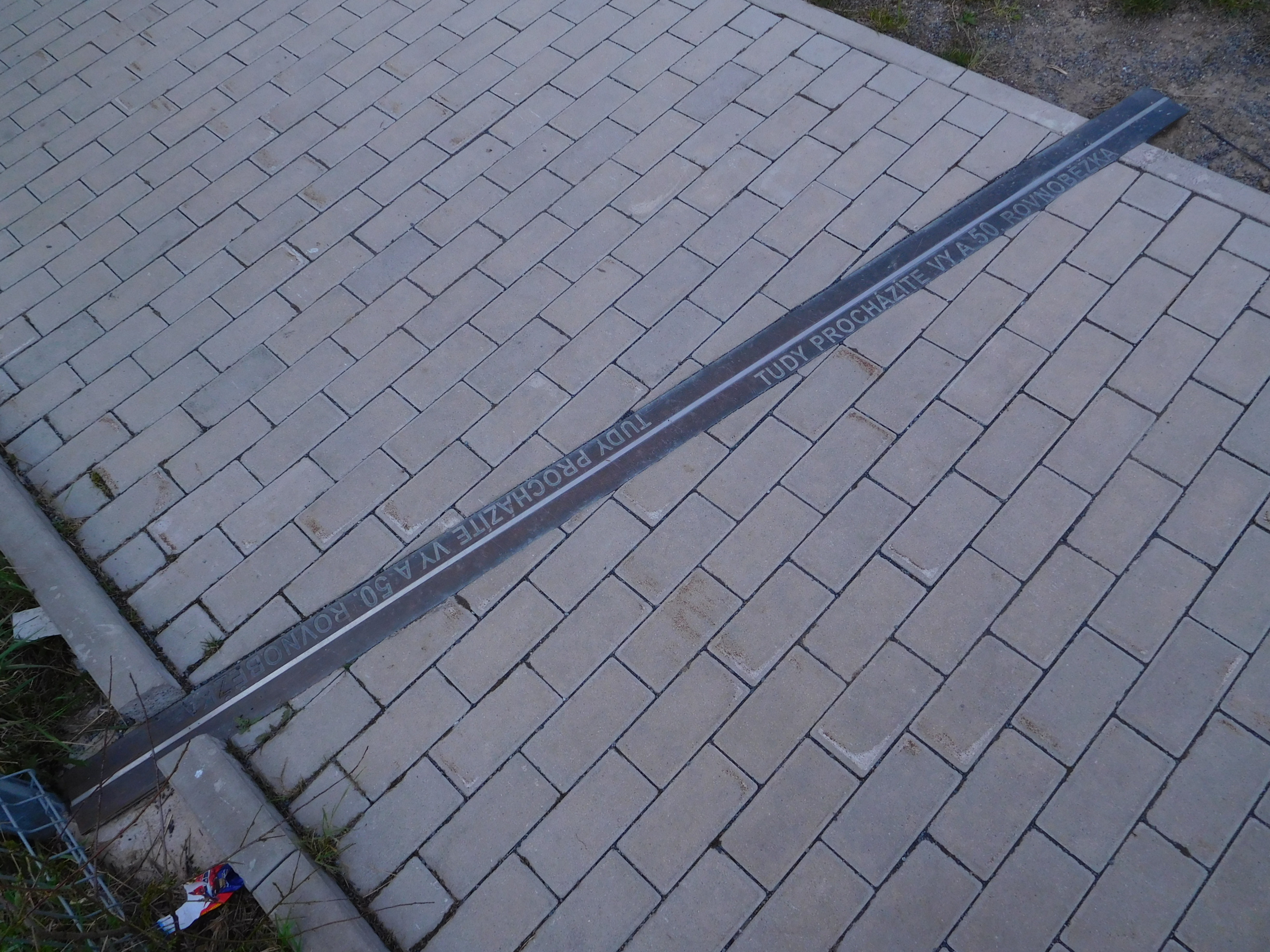
50. rovnoběžka na chodníku v pražské Písnici

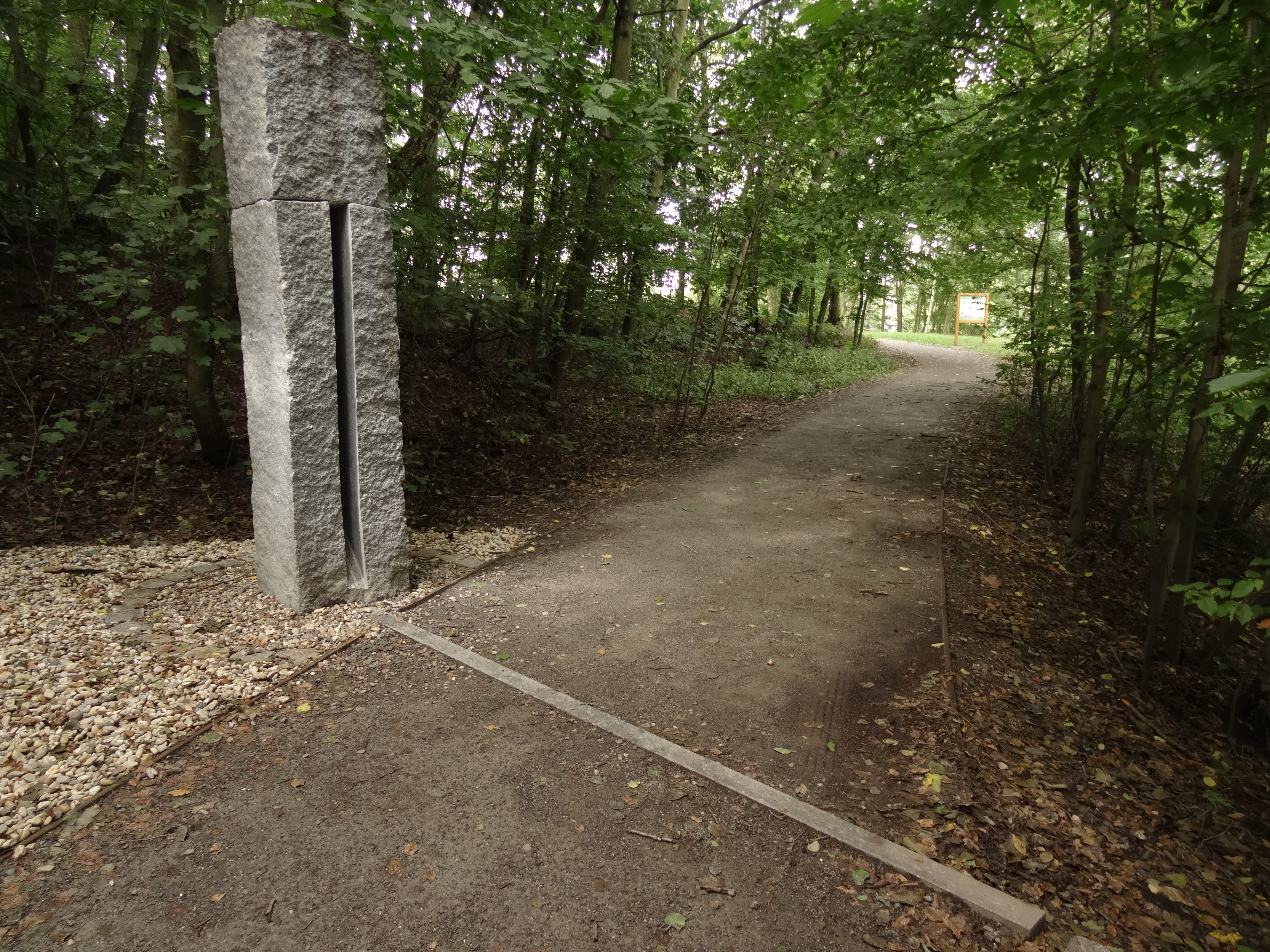
Vyznačení rovnoběžky u Říčan

50. rovnoběžka severní šířky je rovnoběžka na povrchu Země, která spojuje místa se zeměpisnou šířkou 50° s. š. Je vzdálena 5 556 km od rovníku a 4 444 km od severního pólu a její délka je 25 731 km.
Na této rovnoběžce je maximální výška slunce nad obzorem o letním slunovratu 63,5°, kdy den trvá 16 hodin a 22 minut. Naopak o zimním slunovratu je slunce v poledne jen 16,5° vysoko a den trvá 8 hodin a 4 minuty.
Prochází Severní Amerikou (vesměs jihem Kanady), severním Atlantikem, střední Evropou, Asií a severním okrajem Pacifiku.

## V Česku
Padesátá rovnoběžka prochází Českou republikou, lze ji považovat za západovýchodní osu Čech. Protíná jižní okraj Prahy pod soutokem Berounky s Vltavou. Dále protíná města Říčany a Kouřim, kde v sousedství hradiště Stará Kouřim a Lechova kamene leží tzv. astronomický střed Evropy. Tento bod je průsečíkem 50. rovnoběžky a 15. poledníku východní délky a používá se jako obecné souřadnice Česka pro astronomické výpočty, lze-li zanedbat přesné souřadnice pozorovatele. Dalšími městy na rovnoběžce jsou Choceň, Brandýs nad Orlicí a okraj Bruntálu.

## Země a místa na rovnoběžce
Základní poledník protíná 50. rovnoběžka v Lamanšském průlivu blízko normandského pobřeží, dále prochází směrem na východ těmito zeměmi:
- Francie – poblíž Amiens
- Belgie – Bastogne
- Lucembursko – poblíž Wiltzu
- Německo – Mohuč, Marktredwitz
- Česko – Lázně Kynžvart, Nižbor, Praha (Modřany), Průhonice, Říčany, Kouřim, Choceň, Brandýs nad Orlicí, Bruntál, Holasovice
- Polsko – Wodzisław Śł., Krakov, Tarnov, Řešov
- Ukrajina – Kulykiv, Počajiv, Andrušivka, Lubny, Charkov
- Rusko – blízko Bogučaru, Kamyšina
- Kazachstán – blízko Aktöbe a Karagandy, Öskemen
- Rusko – Altajská republika, Tuva, Zabajkalský kraj
- Mongolsko – Ulángom, blízko Suchbátaru
- Čína – provincie Vnitřní Mongolsko a Chej-lung-ťiang
- Rusko – Dálný východ, Sachalin, jižní mys o. Paramušir
- jižně od Aleut
- Kanada – o. Vancouver, Campbell River, Medicine Hat, Winnipeg, jezero Nipigon, Newfoundland
- Spojené království – výběžek Lizard Point na Cornwallu

V období mezi rusko-japonskou válkou (1905) a sovětsko-japonskou válkou (1945) tvořila tato rovnoběžka hranici mezi severní ruskou (resp. poté sovětskou) částí ostrova Sachalin a jeho jižní japonskou částí s prefekturou Karafuto.